# Karl-Heinz Arnold
Karl-Heinz Arnold (* 12. Juni 1952) ist ein deutscher Psychologe, Erziehungswissenschaftler und Hochschullehrer.

## Werdegang
Arnold studierte Erziehungswissenschaft und Psychologie in Freiburg, Berlin und Marburg und legte das Staatsexamen als Lehrer mit Wahlfach Mathematik ab (Berlin 1975). Es folgten die Abschlüsse als Diplom-Pädagoge (Marburg 1977) sowie Diplom-Psychologe (Marburg 1979) und die Promotion zum Dr. phil. (Marburg 1981) bei Wolfgang Klafki. 1999 habilitierte er sich für das Fach Schulpädagogik an der Universität Bremen. Er arbeitete am Fachbereich Psychologie der Universität Marburg (1980–1982), als Schulpsychologe in Bremerhaven (1982–1999) und Lehrbeauftragter für Pädagogische Psychologie und sonderpädagogische Diagnostik am Fachbereich Erziehungs- und Gesellschaftswissenschaften der Universität Bremen (1998 – 2000). Kurzzeitig war er Referent beim Senator für Bildung und Wissenschaft in Bremen (1999–2000), bevor er ab WS 2000/01 Professor für Pädagogische Psychologie an der TU Berlin und von SS 2003 bis SS 2017 Professor für Schulpädagogik an der Universität Hildesheim war.

## Forschungsschwerpunkte

### Pädagogische und Sonderpädagogische Diagnostik
- Im Rahmen des Schulbegleitforschungsprojekts „z-plus“ entwickelte Arnold in Kooperation mit Lehrkräften eine an den drei Bezugsnormen orientierte Zeugnisform als Lernentwicklungsbericht.
- Zusammen mit Rudolf Kretschmann publizierte er eine Gliederungsstruktur für sonderpädagogische Gutachten und Förderplanung.
- Er arbeitete ein Befundschema für die intelligenzpsychologische Begutachtung von Lernbehinderung aus, das die Mess- und Schätzfehler der Testverfahren berücksichtigt.
- Gemeinsam mit Georg Hoffmann analysierte er die instrumentenbasierte Einschätzung von Problemverhalten im Schulalter. Im gemeinsam mit Ulf Preuß-Lausitz durchgeführten Forschungsprojekt „emsoz“ wurde die Diagnostik und Förderung von Schülern mit Förderbedarf im Bereich emotionale und soziale Entwicklung untersucht.
- In der Schulleistungsstudie IGLU 2006 prüften Arnold und Mitarbeiter die Validität von Schullaufbahnpräferenzen (Schulformempfehlung; Schulformwahl) sowohl von Lehrpersonen als auch von Eltern.
- In Arnolds Habilitationsschrift werden die Validierungsstrategien international vergleichender Schulleistungsstudien untersucht. Zudem prüfte er methodenkritisch den Einsatz von Testverfahren zur vergleichenden Feststellung der Lernwirksamkeit von Schulen (Schulranking).

### Allgemeine Didaktik, Lehr-Lern-Forschung
Zusammen mit Anne Levin und Peggy Richert führte Arnold mehrere experimentelle Studien zum Fragenstellen als Lernstrategie durch. – In mehreren Publikationen analysierte Arnold das Verhältnis von Allgemeiner Didaktik und Lehr-Lern-Forschung. So behandelt er die ,großen' allgemeindidaktischen Planungsmodelle für Unterricht, insbesondere die von Wolfgang Klafki sowie von Wolfgang Schulz vorgelegten Modelle. Zudem befasste sich Arnold mit der Begründung und Klassifikation von Unterrichtsmethoden.

### Soziale Kompetenz
In der DFG-geförderten Längsschnittstudie KEIMS (Kompetenzentwicklung in multilingualen Schulklassen) untersuchten Arnold und Carola Lindner-Müller mit ihrer Forschungsgruppe die Entwicklung sozialer Kompetenz im Grundschulalter.

### Lehrerbildungsforschung
In der Forschungsgruppe ESIS (Entwicklung von Lehramtsstudierenden in Schulpraktischen Studien) analysierten Arnold und Mitarbeiter die Effekte von Schulpraktika in der universitären Lehrerbildung.

## Publikationen (Auswahl)
- Fairneß bei Schulsystemvergleichen: Diagnostische Konsequenzen von Schulleistungsstudien für die unterrichtliche Leistungsbewertung und binnenschulische Evaluation. (= Pädagogische Psychologie und Entwicklungspsychologie. Bd. 9). Waxmann, Münster 1999.
- mit E. Jürgens: Schülerbeurteilung ohne Zensuren. (= Studientexte für das Lehramt. Bd. 8). Luchterhand, Neuwied 2001.
- B. Koch-Priewe, F. Stübig, K.-H. Arnold (Hrsg.): Das Potenzial der Allgemeinen Didaktik: Stellungnahmen aus der Perspektive der Bildungstheorie von Wolfgang Klafki. Beltz, Weinheim 2007.
- mit O. Graumann, A. Rakhkochkine (Hrsg.): Handbuch Förderung. Beltz, Weinheim 2008.
- mit S. Blömeke, R. Messner, J. Schlömerkemper (Hrsg.): Allgemeine Didaktik und Lehr-Lernforschung: Kontroversen und Entwicklungsperspektiven einer Wissenschaft vom Unterricht. Klinkhardt, Bad Heilbrunn 2009.
- mit U. Sandfuchs, J. Wiechmann (Hrsg.): Handbuch Unterricht. 2., aktual. Auflage. Klinkhardt, Bad Heilbrunn 2009.
- mit A. Gröschner, T. Hascher (Hrsg.): Schulpraktika in der Lehrerbildung: Theoretische Grundlagen, Konzeptionen, Prozesse und Effekte. Waxmann, Münster 2014.
- mit K. Zierer (Hrsg.): Die deutsche Didaktik-Tradition. Grundlagentexte zu den großen Modellen der Unterrichtsplanung. Klinkhardt, Bad Heilbrunn 2015.